# Петър Боев
Вижте пояснителната страница за други личности с името Петър Боев.
Петър Николов Боев е български учен, лекар и физически антрополог.

## Биография
Роден е в Карнобат през 1920 г. Завършва медицина в Софийския университет в 1944 г. Работи като участъков лекар през периода 1945 – 1946 г. Асистент по анатомия в Медицински факултет на СУ от 1947 до 1951 г. Научен сътрудник по антропология в Института по морфология в периода 1951 – 1955 г. Старши научен сътрудник в същия институт през 1960 – 1985 г. Научен секретар на същия институт 1965 – 1973 г. Специализира антропология в Будапеща, Букурещ, Москва и Париж. Доктор по медицина от 1966 г. Хоноруван преподавател по антропология във Великотърновския университет през 1967 – 1971 г. и в Историческия и Биологическия факултет на СУ през 1974 – 1985 г.